# Zuzana Čapková
Zuzana Čapková (* 12. srpna 1975 Košice), rozená Kyselová, je česká herečka slovenského původu. 
Jejím manželem je herec Filip Čapka.

## Život
V rodných Košicích absolvovala konzervatoř (obor herectví) a v roce 1999 vystudovala muzikálové herectví na Divadelní fakultě Janáčkovy akademie múzických umění v Brně.

## Filmografie
- 2005 3 plus 1 s Miroslavem Donutilem (role zdravotní sestra)
- 2007 Velmi křehké vztahy (role učitelka v mateřské škole)
- 2009–2012 Vyprávěj (role Jája Martináková)
- 2010 Mamas & Papas (role Zuzana)
- 2010 Cesty domů
- 2011 Lidice (role žena)
- 2013 Příběh kmotra (role Blanka Vedralová)